# Marbach (Sankt Gallen)
Marbach is een gemeente en plaats in het Zwitserse kanton Sankt Gallen, en maakt deel uit van het district Rheintal.
Marbach telt 1.882 inwoners.